# 似鮈
似鮈（学名：Pseudogobio vaillanti）为輻鰭魚綱鯉形目鲤科似鮈属的鱼类，俗名肉公。在中国，分布于长江、珠江、闽江、钱塘江、灵江、黄河、淮河等，體長可達14.4公分，该物种的模式产地在江西。

## 扩展阅读
維基物種上的相關：似鮈
- 黄河土著鱼类列表